# Херенглаб
Херенглаб (рум. Hărănglab) — село у повіті Муреш в Румунії. Входить до складу комуни Міка.
Село розташоване на відстані 245 км на північний захід від Бухареста, 29 км на південний захід від Тиргу-Муреша, 81 км на південний схід від Клуж-Напоки, 117 км на північний захід від Брашова.

## Населення
За даними перепису населення 2002 року у селі проживала 881 особа.
Національний склад населення села:
| Національність | Кількість осіб | Відсоток |
| -------------- | -------------- | -------- |
| угорці         | 592            | 67,2%    |
| румуни         | 177            | 20,1%    |
| цигани         | 110            | 12,5%    |

Рідною мовою назвали:
| Мова      | Кількість осіб | Відсоток |
| --------- | -------------- | -------- |
| угорська  | 617            | 70,0%    |
| румунська | 187            | 21,2%    |
| циганська | 76             | 8,6%     |